# Dipartimento di Metán
Metán è un dipartimento argentino, situato nella parte centro-meridionale della provincia di Salta, con capoluogo San José de Metán.
Esso confina a nord con i dipartimenti di General Güemes e Anta, a est ancora con Anta, a sud con la provincia di Santiago del Estero e il dipartimento di Rosario de la Frontera; e ad ovest con i dipartimenti di Guachipas, La Viña e Capital.
Secondo il censimento del 2010, su un territorio di 5.235 km², la popolazione ammontava a 40.351 abitanti, con un aumento demografico del 3,4% rispetto al censimento del 2001.
Il dipartimento, nel 2001, è suddiviso in 3 comuni (municipios):
- El Galpón
- Río Piedras
- San José de Metán